# Geologischer Garten Stolzenhagen

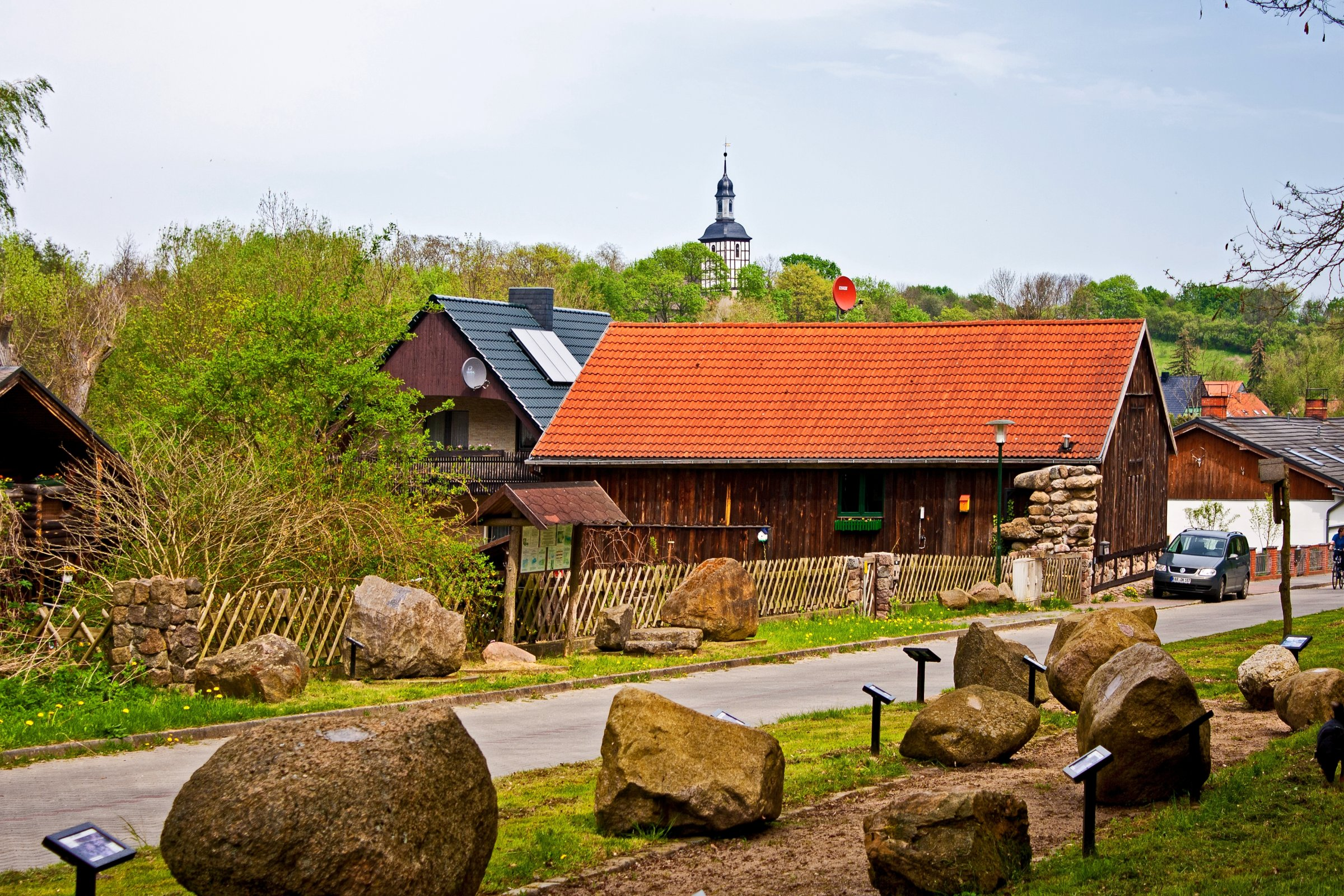
Geologischer Garten Stolzenhagen

Der Geologische Garten bei Stolzenhagen ist ein Geologischer Garten im unteren Tal der Oder. 
Der Schwerpunkt der Ausstellung wird auf typische Phänomene einer von der Eiszeit geprägten Landschaft gelegt, also zum Beispiel kalte Sandwüsten, Geröllfelder, Gletscherbäche und Findlinge. Zu den Besonderheiten zählt es, dass Besucher selbst Fundstücke wie Steine und Fossilien suchen und präparieren dürfen. 
Ein Betreten ohne Führung ist wegen der Verschüttungsgefahr in den Sandgruben nicht erlaubt. 